# Compass Airlines
Compass Airlines — колишня регіональна авіакомпанія Сполучених Штатів Америки зі штаб-квартирою в Кантіллі, Фейрфакс (штат Вірджинія), є повністю дочірнім підрозділом магістральної авіакомпанії Delta Air Lines.
Compass Airlines використовує в ролі власних вузлових аеропортів Міжнародний аеропорт Міннеаполіс/Сент-Пол, Міжнародний аеропорт Мемфіс і Міжнародний аеропорт Дейтройт округу Уейн.
Припинила діяльність 7 квітня 2020.

## Історія
Compass Airlines була утворена в 2006 році в результаті конфлікту між керівництвом авіакомпанії Northwest Airlines і Асоціацією пілотів авіакомпаній на предмет так званої «розмежування Сфери» (англ. «scope clause»), згідно якої магістральної авіакомпанії прямо заборонена експлуатація пасажирських літаків з місткістю 76 і менш пасажирських місць.
Як компромісний варіант між умовами «Сфери розмежування» і необхідністю обслуговування ринку регіональних авіаперевезень на літаках меншої місткості, але з більшою частотою польотів, 10 березня 2006 року авіакомпанія Northwest Airlines за 2 мільйони доларів США придбала сертифікат експлуатанта збанкрутілого авіаперевізника Independence Air для створення нової регіональної авіакомпанії, яка могла б експлуатувати пасажирські лайнери з місткістю 76 і менш людина.
28 вересня 2006 року нова авіакомпанія Compass Airlines офіційно затверджується в Міністерстві транспорту США як регіональний перевізник і повністю дочірній підрозділ авіакомпанії Northwest Airlines. 5 квітня 2007 року Compass Airlines отримала сертифікат Федерального Управління цивільної авіації США і 2 травня 2007 року почала регулярні польоти на лайнерах CRJ-200 під торговою маркою (брендом) Northwest Airlink. CRJ-200 не були повною заміною застарілого парку Douglas DC-9 компанії Northwest Airlines, однак були дешевшими в експлуатації і більш економічно ефективними, порівняно з DC-9.
Перший пасажирський рейс виконувався 2 травня 2007 року з Міжнародного аеропорту Вашингтон Даллес в Міжнародний аеропорт Міннеаполіс/Сент-Пол, масові регулярні комерційні рейси почалися тільки 21 серпня 2007 року.
Compass Airlines має власні бази для екіпажів і бази для ремонту та обслуговування літаків в Міжнародному аеропорту Міннеаполіс/Сент-Пол, Міжнародному аеропорту Мемфіс і Міжнародному аеропорту Дейтройт округу Уейн.

#### USA

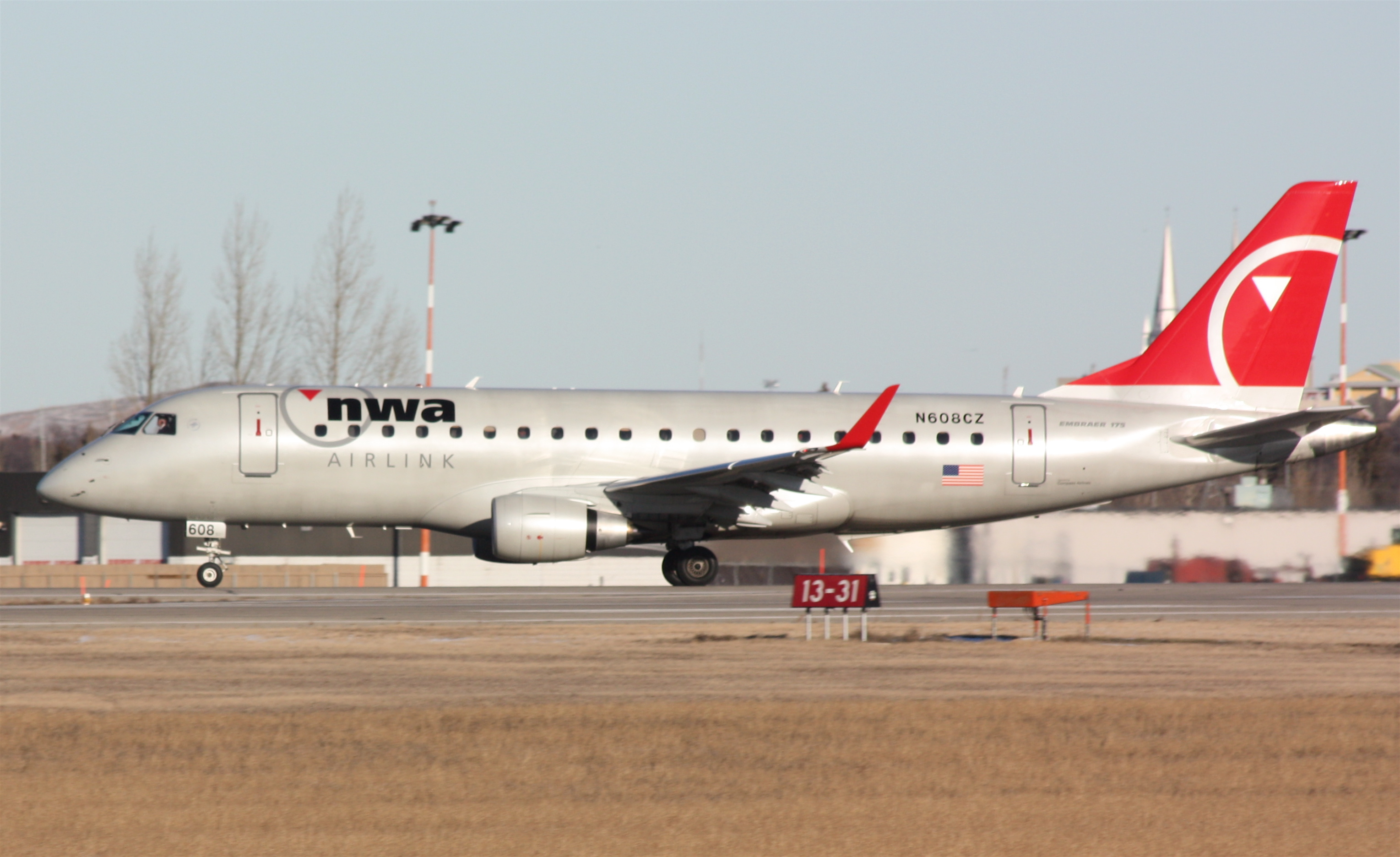
Embraer 175 Compass Airlines на зльоті з смуги 31 Міжнародного аеропорту Реджайна

## Маршрутна мережа

### Поточні маршрути

#### Канада
- Альберта
  - Калгарі — Міжнародний аеропорт Калгарі

- Британська Колумбія
  - Ванкувер — Міжнародний аеропорт Ванкувер

- Саскачеван
  - Саскатун — Міжнародний аеропорт Саскатун імені Джона Р. Діфенбейкера
  - Реджайна — Міжнародний аеропорт Реджайна

- Онтаріо
  - Торонто — Міжнародний аеропорт Торонто Пірсон

#### Мексика
- Нуево-Леон
  - Монтеррей — Міжнародний аеропорт імені генерала Маріано Ескобедо

#### США
- Арізона
  - Фінікс/Скоттдейл — Міжнародний аеропорт Фенікс Скай Харбор

- Арканзас
  - Літтл-Рок — Національний аеропорт Літтл-Рок

- Флорида
  - Джексонвіль — Міжнародний аеропорт Джексонвіль
  - Орландо — Міжнародний аеропорт Орландо

- Індіана
  - Індіанаполіс — Міжнародний аеропорт Індіанаполіс

- Іллінойс
  - Чикаго — Міжнародний аеропорт Чикаго Мідуей

- Кентуккі
  - Louisville — Міжнародний аеропорт Луїсвілл
  - Цинциннаті — Міжнародний аеропорт Цинциннаті/Північний Кентуккі

- Міннесота
  - Міннеаполіс/Сент-Полс — Міжнародний аеропорт Міннеаполіс/Сент-Пол хаб

- Меріленд
  - Балтимор — Міжнародний аеропорт Балтімор-Вашингтон

- Массачусетс
  - Бостон — Міжнародний аеропорт Логан

- Мічиган
  - Детройт — Столичний аеропорт Детройт округу Уейн хаб
  - Сегіноу — Міжнародний аеропорт MBS
  - Гранд-Рапідс — Міжнародний аеропорт імені Джеральда Р.Форда

- Монтана
  - Калиспелл — Міжнародний аеропорт Глейшер-Парк
  - Міссула — Міжнародний аеропорт Міссула
  - Грейт-Фоллс — Міжнародний аеропорт Грейт-Фоллс
  - Бозмен — Аеропорт Бозмен (сезонний)
  - Біллінгс — Міжнародний аеропорт Логан Біллінгс

- Небраска
  - Омаха — Аеропорт Епплі

- Нью-Джерсі
  - Ньюарк — Міжнародний аеропорт Ньюарка Ліберті

- Нью-Йорк
  - Нью-Йорк — Міжнародний аеропорт імені Джона Кеннеді
  - Нью-Йорк — Аеропорт Ла Гардіа

- Північна Кароліна
  - Шарлотт — Міжнародний аеропорт Шарлотт/Дуглас

- Північна Дакота
  - Фарго — Міжнародний аеропорт Гектор
  - Мінот — Міжнародний аеропорт Майнот

- Пенсільванія
  - Філадельфія — Міжнародний аеропорт Філадельфії
  - Піттсбург — Міжнародний аеропорт Піттсбург

- Огайо
  - Клівленд — Міжнародний аеропорт Клівленда Хопкінс

- Оклахома
  - Оклахома-сіті — Аеропорт імені Вілла Роджерса

- Південна Кароліна
  - Мертл-Біч — Міжнародний аеропорт Мертл-Біч

- Теннессі
  - Мемфіс — Міжнародний аеропорт Теннессі хаб
  - Нашвілл — Міжнародний аеропорт Нашвілл

- Техас
  - Остін — Міжнародний аеропорт Остін-Бергстром
  - Даллас/Форт-Уерт — Міжнародний аеропорт Даллас/Форт-Уерт
  - Х'юстон — Міжнародний аеропорт Х'юстон Інтерконтинентал

- Юта
  - Солт-Лейк-Сіті — Міжнародний аеропорт Солт-Лейк-Сіті

- Вірджинія
  - Норфолк/Віргінія-Біч — Міжнародний аеропорт Норфолк
  - Річмонд — Міжнародний аеропорт Річмонд

- Вашингтон
  - Пасько/Річленд/Кенневік — Аеропорт Трай-Сітіз

- Вісконсин
  - Грін-Бей — Міжнародний аеропорт імені Остіна Штробеля
  - Ла-Кросс — Муніципальний аеропорт Ла-Кросс
  - Медісон — Регіональний аеропорт округу Дейн
  - Мілвокі — Міжнародний аеропорт імені генерала Мітчелла

## Флот

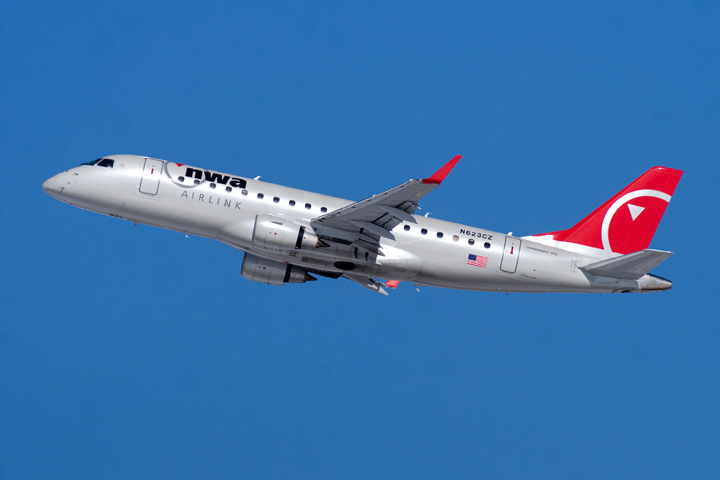
Embraer ERJ-170-200LR Compass Airlines в лівреї бренду Northwest Airlink на зльоту з Міжнародного аеропорту Міннеаполіс/Сент-Пол. 28 лютого 2009 року

Станом на серпень 2008 року повітряний флот авіакомпанії Compass Airlines становили такі літаки:

## Авіаподії і нещасні випадки
- 8 травня 2008 року, рейс 2040 Міннеаполіс—Рейджайна (Саскачеван), на борту 74 пасажири і 4 члени екіпажу. Літак здійснив вимушену посадку в аеропорту міста Фарго (Північна Дакота) через пожежу в туалетному відсіку. Повідомлень про постраждалих на борту не надходило.[6]